# Diospyros manausensis
Diospyros manausensis är en tvåhjärtbladig växtart som beskrevs av Paulo Bezerra Cavalcante. Diospyros manausensis ingår i släktet Diospyros och familjen Ebenaceae. Inga underarter finns listade i Catalogue of Life.